# Campeonato Pernambucano de Futebol Feminino de 2013
O Campeonato Pernambucano de Futebol Feminino de 2013 ou Pernambucano Coca-Cola de Futebol Feminino 2013, foi a 16ª edição(desde 1999) do campeonato feminino do estado de Pernambuco realizada pela  Federação Pernambucana de Futebol. Teve a equipe Vitória das Tabocas como campeão do estadual conquistando seu 4° título na competição e teve o Sport como vice-campeão estadual.

## Premiação
| Campeonato Pernambucano de Futebol Feminino 2013 |
| ------------------------------------------------ |
| Vitória Campeão (4º título)                      |